# Circuit of Ireland 1970
Circuit of Ireland 1970 (32. Gallaher Circuit of Ireland) – 32 edycja rajdu samochodowego Circuit of Ireland Rally rozgrywanego w Wielkiej Brytanii. Rozgrywany był od 26 do 30 marca 1970 roku. Była to trzecia runda Rajdowych Mistrzostw Europy w roku 1970 oraz pierwsza runda Rajdowych mistrzostw Wielkiej Brytanii.

## Klasyfikacja rajdu
| Miejsce                      | Kierowca                     | Pilot                        | Samochód                     | Czas                         | Strata                       |                              |
| Klasyfikacja generalna i ERC | Klasyfikacja generalna i ERC | Klasyfikacja generalna i ERC | Klasyfikacja generalna i ERC | Klasyfikacja generalna i ERC | Klasyfikacja generalna i ERC | Klasyfikacja generalna i ERC |
| ---------------------------- | ---------------------------- | ---------------------------- | ---------------------------- | ---------------------------- | ---------------------------- | ---------------------------- |
| 1.                           | Roger Clark                  | Jim Porter                   | Ford Escort RS 1600 MKI      | 9:26                         | 0.0                          |                              |
| 2.                           | Chris Sclater                | Peter Valentine              | Ford Escort Twin Cam         | 12:13                        | +2:47                        |                              |
| 3.                           | Jan Henriksson               | Lars-Erik Carlström          | Opel Kadett Rallye           | 12:21                        | +2:55                        |                              |
| 4.                           | Robert McBurney              | Norman Smith                 | BMW 2002 Ti                  | 13:06                        | +3:39                        |                              |
| 5.                           | Lasse Jönsson                | Alf Qvist                    | Saab 96 V4                   | 13:50                        | +4:24                        |                              |
| 6.                           | John Bloxham                 | Richard Harper               | BMW 2002 Ti                  | 14:33                        | +5:07                        |                              |
| 7.                           | Adrian Boyd                  | Beatty Crawford              | Ford Escort Twin Cam         | 14:38                        | +5:12                        |                              |
| 8.                           | Mick Dolan                   | John O'Brien                 | Ford Escort Twin Cam         | 14:50                        | +5:23                        |                              |
| 9.                           | Tony Fowkes                  | Peter O'Gorman               | Ford Cortina Lotus           | 14:56                        | +5:29                        |                              |
| 10.                          | Bror Danielsson              | Sven-Erik Johansson          | Opel Kadett Rallye           | 15:32                        | +6:06                        |                              |